# رفتار گروهی

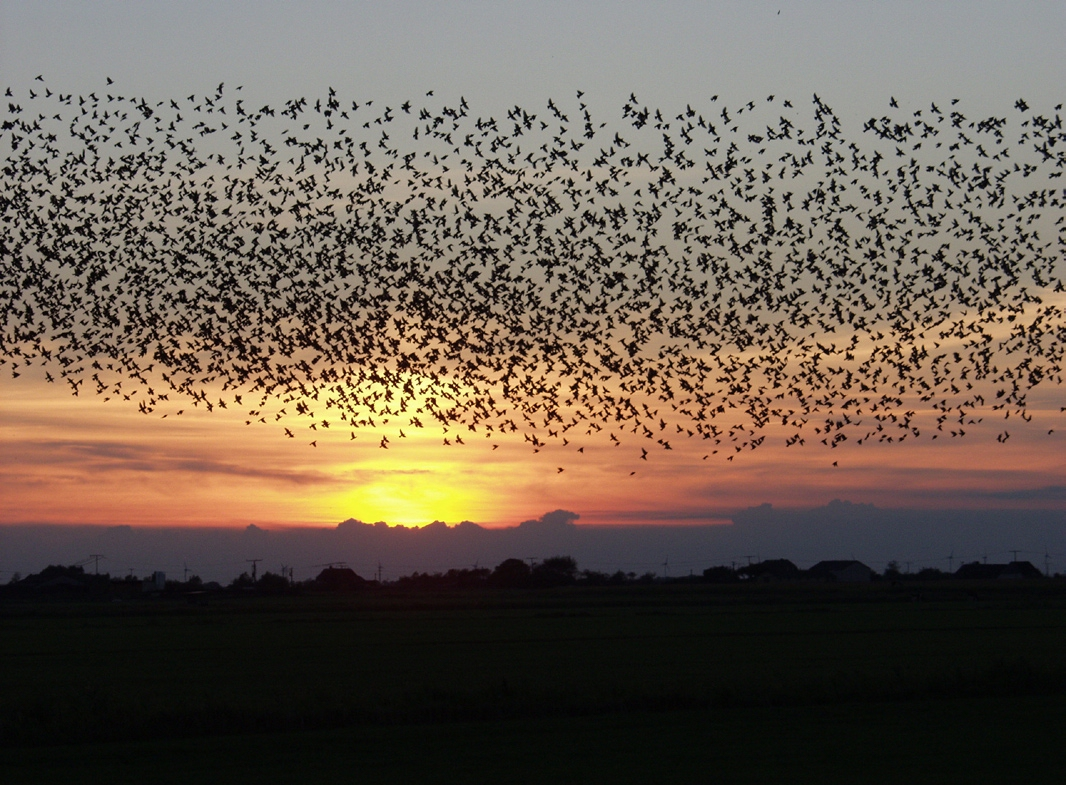
گله سار در غروب آفتاب در دانمارک

رفتار گروهی در جانوران، شکلی از رفتار اجتماعی است که شامل رفتار هماهنگ گروه‌های بزرگ جانوران مشابه و همچنین ویژگی‌های نوظهور این گروه‌ها می‌شود. این رفتار می‌تواند شامل هزینه‌ها و مزایای عضوشدن در گروه، انتقال اطلاعات، فرایند تصمیم‌گیری، جابجایی و هماهنگ‌سازی گروه باشد. مطالعهٔ اصول رفتار گروهی جانوران با مسائل مهندسی انسان از طریق فلسفه زیست‌تقلید ارتباط دارد. به عنوان مثال، تعیین قوانینی که توسط آن یک جانور تک‌فرد نسبت به همسایگان خود در یک گروه جهت‌یابی می‌کند، می‌تواند منجر به پیشرفت در استقرار و کنترل گروه‌های ریزروبات‌های شناگر یا پروازگر مانند پهپادها (وسایل نقلیه هوایی بدون سرنشین) شود.

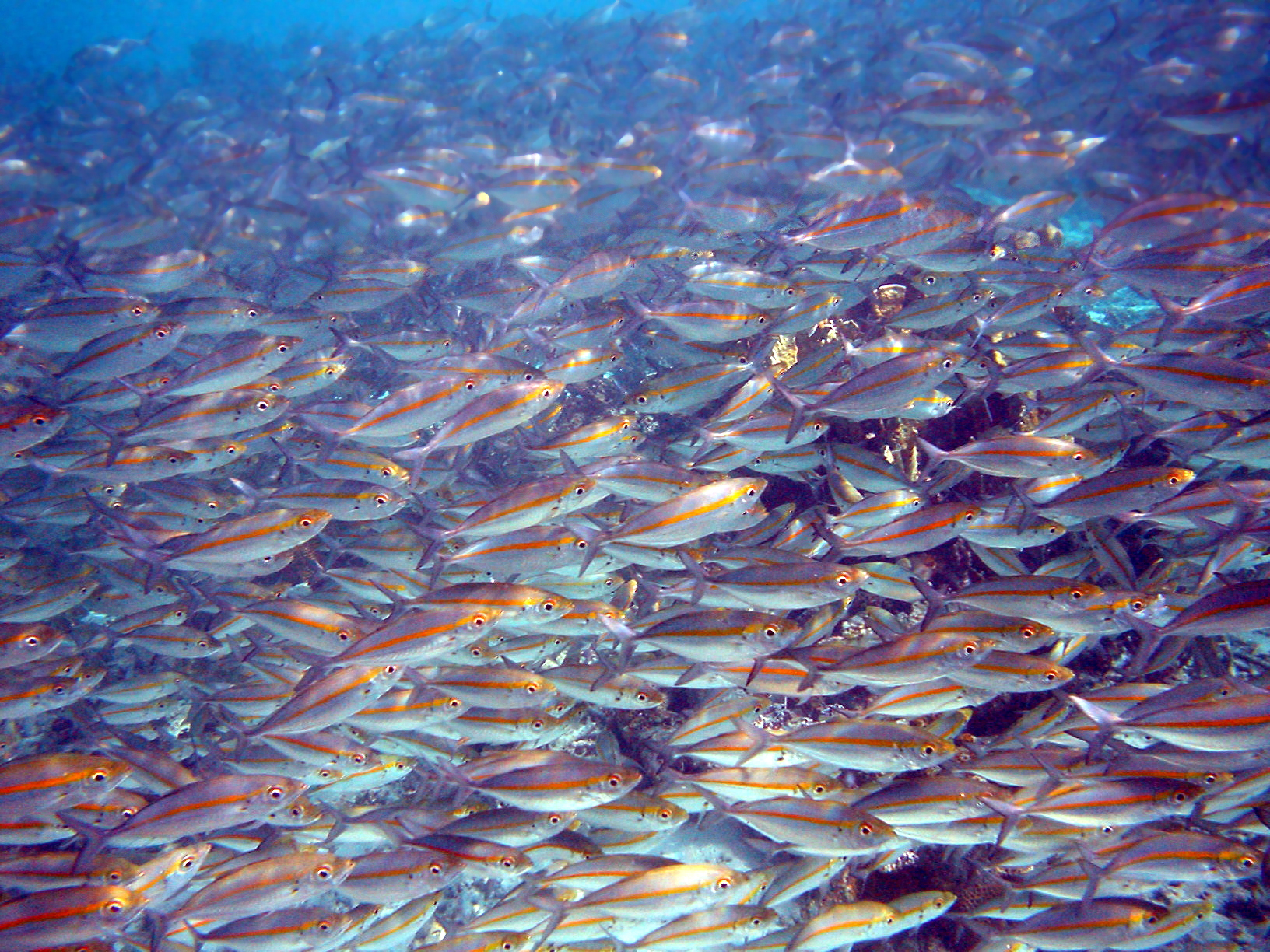
توده‌ای از ماهی تفنگچی نوارطلایی

## نمونه‌ها
نمونه‌هایی از رفتار گروهی جانوران عبارتند از:

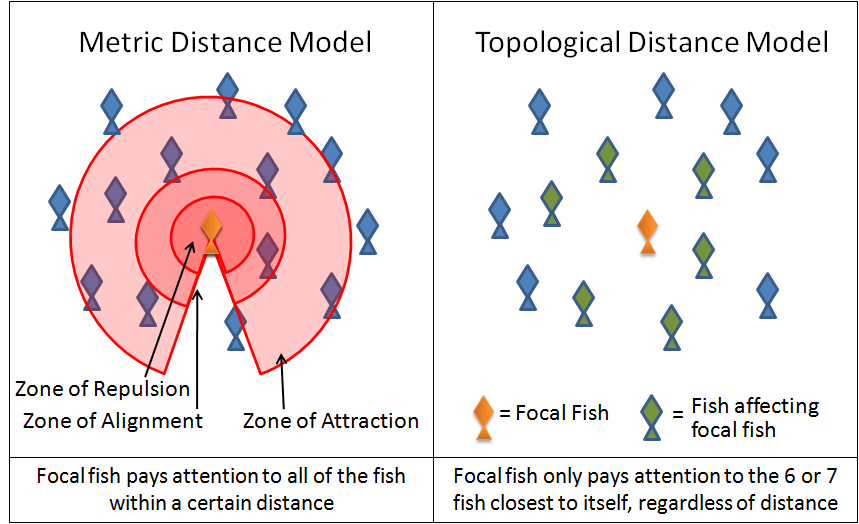
نموداری که تفاوت بین «فاصله متریک» و «فاصله توپولوژیکی» را با اشاره به ماهیگیری نشان می‌دهد.

- دسته پرندگان
- گله سم‌داران
- تودهٔ ماهیان
- تودهٔ کریل جنوبگان
- گروه دلفین‌ها
- ملخ‌های رژه‌رو
- مورچه‌های لانه‌ساز
- رفتار ازدحامی
- ازدحام

## کارکردهای پیشنهادی
- تعامل اجتماعی
- حمایت در برابر شکارچیان
- غذایابی پیشرفته
- افزایش راندمان جابجایی
- هزینه‌های زندگی گروهی
- انگل‌های بیرونی و بیماری
- رقابت درون‌گونه‌ای
- تولیدمثل و رشد
- فشار
- همخونی

## ساختار گروه
این پارامترها عبارتند از:
- تراکم
- قطبی‌گرایی
- نزدیک‌ترین مسافت با همسایه
- نزدیک‌ترین موقعیت با همسایه
- تراکم تلفیقی شرطی
- شکاف گله‌ای
- عملکرد پراکنش جفتی

## رویکرد مدل‌سازی
ساده‌ترین مدل‌های ریاضی تجمع جانوران به‌طور کلی به جانوران دستور می‌دهد که از سه قانون پیروی کنند:
1. در همان جهت همسایه خود حرکت کنید
2. به همسایگان خود نزدیک بمانید
3. از برخورد با همسایگان خود اجتناب کنید